# Takayuki Nakahara
Pour les articles homonymes, voir Nakahara.
Takayuki Nakahara (中原 貴之, Nakahara Takayuki) est un footballeur japonais né le 18 novembre 1984. Il est attaquant.

## Palmarès
- Champion de J-League 2 en 2009 avec le Vegalta Sendai